# シトロエン・Cバギー
シトロエン・C-バギー(英語: Citroën C-Buggy)は、2006年のマドリードモーターショーと英国国際モーターショーでシトロエンが初公開したコンセプトカーである。
2座席の市販車で、デューンバギーとスポーツ・ユーティリティ・ビークルの双方からスタイリングの影響を受けていた。サスペンションが少し高く持ち上げられるなど、一定のオフロード性能を備えており、オイルパンガードも装備されていた。下半身のサイドパネルにはプライバシーガラスが用いられ、ドアは装備されていなかった。